# Селмонт-Вест-Селмонт (Алабама)
Селмонт-Вест-Селмонт (англ. Selmont-West Selmont) — переписна місцевість (CDP) в США, в окрузі Даллас штату Алабама. Населення — 2158 осіб (2020).

## Географія
Селмонт-Вест-Селмонт розташований за координатами 32°22′39″ пн. ш. 87°0′26″ зх. д. / 32.37750° пн. ш. 87.00722° зх. д. (32.377465, -87.007193).  За даними Бюро перепису населення США в 2010 році переписна місцевість мала площу 8,59 км², з яких 8,49 км² — суходіл та 0,10 км² — водойми.

## Демографія
Згідно з переписом 2010 року, у переписній місцевості мешкала 2671 особа в 999 домогосподарствах у складі 658 родин. Густота населення становила 311 особа/км².  Було 1320 помешкань (154/км²).
Расовий склад населення:
| - 93,9 % — чорних або афроамериканців - 4,5 % — білих - 0,1 % — корінних американців - 1,1 % — осіб інших рас |

До двох чи більше рас належало 0,4 %. Частка іспаномовних становила 1,5 % від усіх жителів.
За віковим діапазоном населення розподілялося таким чином: 27,4 % — особи молодші 18 років, 61,3 % — особи у віці 18—64 років, 11,3 % — особи у віці 65 років та старші. Медіана віку мешканця становила 35,3 року. На 100 осіб жіночої статі у переписній місцевості припадало 86,7 чоловіків;  на 100 жінок у віці від 18 років та старших — 79,9 чоловіків також старших 18 років.
Середній дохід на одне домашнє господарство  становив 28 569 доларів США (медіана — 23 015), а середній дохід на одну сім'ю — 31 205 доларів (медіана — 29 231). Медіана доходів становила 21 042 долари для чоловіків та 26 071 долар для жінок. За межею бідності перебувало 45,5 % осіб, у тому числі 63,2 % дітей у віці до 18 років та 11,0 % осіб у віці 65 років та старших.
Цивільне працевлаштоване населення становило 746 осіб. Основні галузі зайнятості: освіта, охорона здоров'я та соціальна допомога — 26,1 %, роздрібна торгівля — 16,6 %, виробництво — 15,8 %.